# Металликов, Михаил Соломонович
Михаил Соломонович Металликов (1896—1939) — советский хирург, организатор здравоохранения, директор ЦИУВ.

## Биография
Родился в еврейской семье, родители — Соломон и Эсфирь Иосифовна Металликовы. Сестра — Б. С. Металликова. Член РСДРП с 1917 года. Получил высшее образование. В 1918 году был участником подпольной большевистской организации по борьбе с Центральной Радой и петлюровщиной. В 1919—1920 годах участвовал в Гражданской войне в качестве комиссара санитарной части 14-й армии.
С 1921 находился на руководящей работе в лечебно-санитарном управлении Кремля. В 1927 окончил медицинский факультет Московского университета. Работал в хирургическом и урологическом отделениях Боткинской больницы в Москве под руководством П. Д. Соловова и А. П. Фрумкина. Совместно с последним исследовал и ввёл в практику препарат для пиелографии — сергозин, принимал участие в организации производства этого препарата в Советском Союзе. С 1936 и до ареста работал заместителем главного государственного санитарного инспектора Народного комиссариата здравоохранения СССР. Занимался вопросами расширения полномочий и деятельности санитарных врачей в Советском Союзе. Находился в должности директора ЦИУВ с 14 июня по 11 июля 1937.
Согласно решению ЦИК СССР пользовался государственной дачей, находящейся на территории Юсупово-Архангельского. Проживал в Доме на набережной, квартира № 209.

## Репрессии
В 1933 вместе с сестрой Б. С. Металликовой, научной сотрудницей НИИ эндокринологии, посетили проходившую в Париже научную конференцию по эндокринологии. Во время экскурсии по городу они случайно встретили Л. Л. Седова, с которым были в некровных родственных связях (сестра его жены была за последним замужем). После развода Б. С. Металликовой с её первым мужем (адвокатом) эта информация случайно попала в НКВД и послужила основанием для ареста 6 (или 8) июля 1937 и последующего расстрела 31 марта 1939 по приговору ВКВС СССР, обвинённого в связях с Л. Д. Троцким и контрреволюционной деятельности (и подготовке террористических актов). Захоронен на Донском кладбище. Посмертно реабилитирован в 7 марта 1956. Жена Ася Самойловна Рябухина (1896—1979) арестовывалась как ЧСИР в 1939 и 1949, реабилитирована в 1956.

## Публикации
- Металликов М. С., Фрумкин А. П. Выделительная (внутривенная) пиелография. Сборник, посвящённый 35-летию врачебной, научной, общественной деятельности В. Н. Розанова. С. 99. М.—Л., 1934.